# Erbaluce di Caluso
Erbaluce di Caluso oder einfach Caluso ist ein italienischer Weißwein mit DOCG-Status (aktualisiert am 7. März 2014).

## Erzeugung

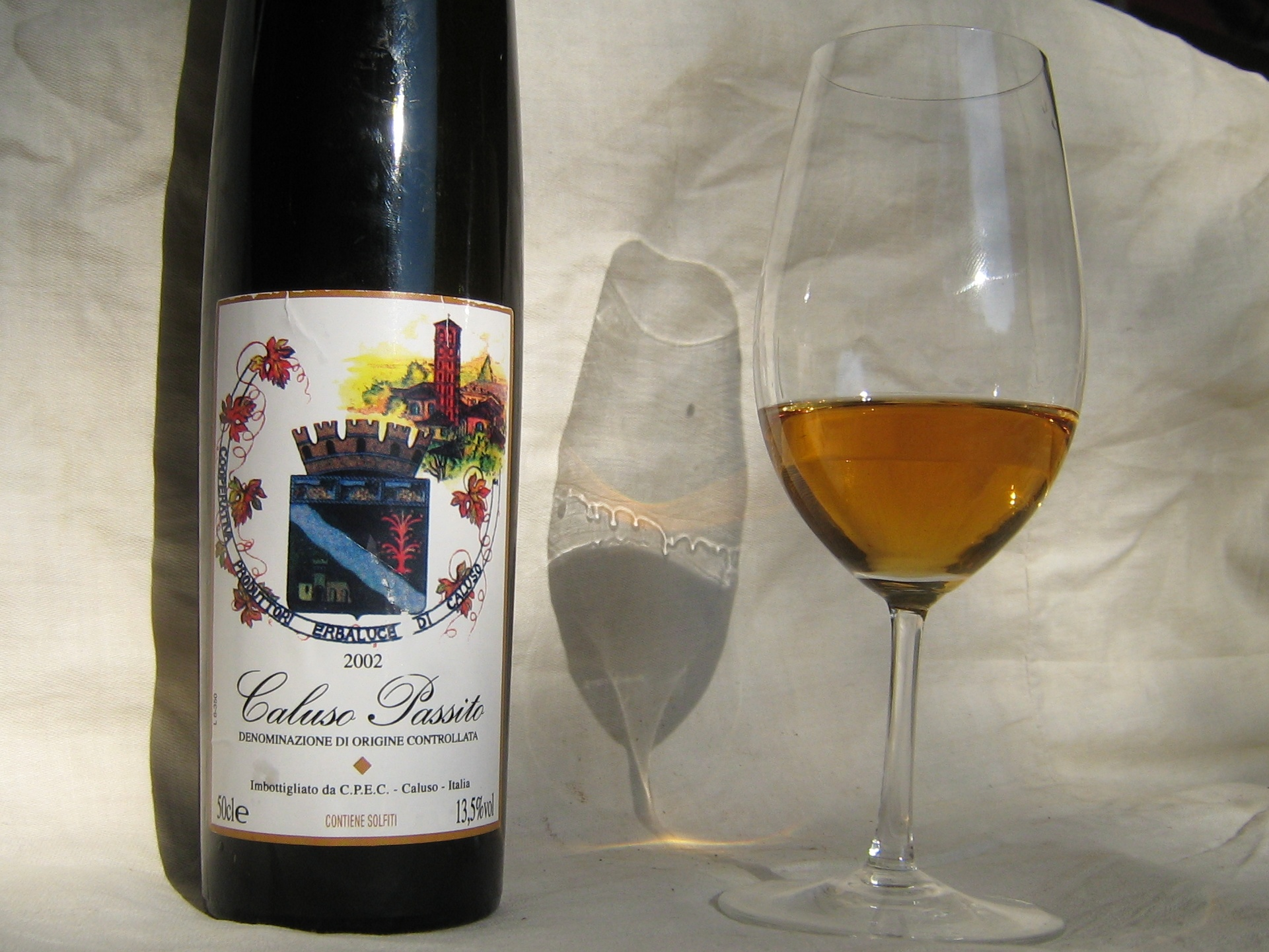
Caluso passito

Das Gebiet, das sich auf die Gemeinden Caluso, Agliè, Azeglio, Bairo, Barone Canavese, Bollengo, Borgomasino, Burolo, Candia Canavese, Caravino, Cossano Canavese, Cuceglio, Ivrea, Maglione, Mazzè, Mercenasco, Montalenghe, Orio Canavese, Romano Canavese, Palazzo Canavese, Parella, Perosa Canavese, Piverone, Scarmagno, Settimo Rottaro, San Giorgio Canavese, San Martino Canavese, Strambino, Vestignè, Vialfrè, Villareggia, Vische (alle Metropolitanstadt Turin), Moncrivello (Provinz Vercelli), Roppolo, Viverone und Zimone (Provinz Biella) aufteilt, hat seit dem 9. Juli 1967 den Status einer Denominazione di origine controllata. 
Es wird auch ein Dessertwein mit dem Namen  Erbaluce di Caluso Passito oder Caluso Passito gekeltert. Um die zu seiner Herstellung nötige Konzentration zu erhalten, wird das Traubengut für ca. 5 Monate angetrocknet (Strohwein). Dazu wird dieses auf gut belüfteten Dachböden entweder auf Strohmatten ausgebreitet oder an Fäden aufgehängt. Dieser Wein verfügt über einen Alkoholgehalt von mindestens 17 Vol.-%. Ganz selten zu finden ist der Schaumwein Erbaluce di Caluso Spumante oder Caluso Spumante.
2016 wurden auf 196 Hektar Rebfläche 9.493 Hektoliter Wein erzeugt. Davon waren 9.143 hl Erbaluce di Caluso, 201 hl Caluso Passito und 149 hl Caluso Spumante.

## Produktionsvorschriften
Alle Weine müssen zu 100 % aus der Rebsorte Erbaluce erzeugt werden. Eine Mindestreifezeit ist für den Caluso passito (3 Jahre) und den Caluso passito riserva (4 Jahre) vorgeschrieben.

## Beschreibungen
Laut Denomination (Auszug):

### Erbaluce di Caluso
- - Farbe: strohgelb
  - Geruch: weinig, zart, unverwechselbar
  - Geschmack: trocken, frisch, charakteristisch
  - Alkoholgehalt mindestens 11 % Vol.
  - Säuregehalt: min 5 g/l
  - Trockenextrakt: min. 17,0 g/l

### Erbaluce di CalusoSpumante
- - Perlage: fein und anhaltend
  - Farbe: strohgelb
  - Geruch: zart, charakteristisch
  - Geschmack: frisch, fruchtig, charakteristisch
  - Alkoholgehalt mindestens 11,5 % Vol.
  - Säuregehalt: min 5 g/l
  - Trockenextrakt: min. 17,0 g/l
  - Restzucker: 12 g/l

### Erbaluce di CalusoPassitoundPassito Riserva
- - Farbe: goldgelb bis dunkelgelb
  - Geruch: zart, charakteristisch
  - Geschmack: süß, harmonisch, voll, samtig
  - Alkoholgehalt mindestens 17 % Vol.
  - Säuregehalt: min 5 g/l
  - Trockenextrakt: min. 26,0 g/l
  - Restzucker: mind. 70 g/l

Passito und Passito Riserva können einen Hauch von Holz aufweisen.